# Fantastique social
Le fantastique social est le nom par lequel l'écrivain Pierre Mac Orlan entreprit de caractériser la dimension inquiétante de la vie moderne. Notion malaisément définissable par son inventeur comme par ses commentateurs, elle fut employée pour la première fois par Mac Orlan à l'occasion d'une conférence sur le cinéma fantastique au théâtre du Vieux-Colombier le 7 janvier 1926. Il l'illustra par la suite dans des essais, des articles, des romans et des chansons.

## Les caractéristiques du fantastique social

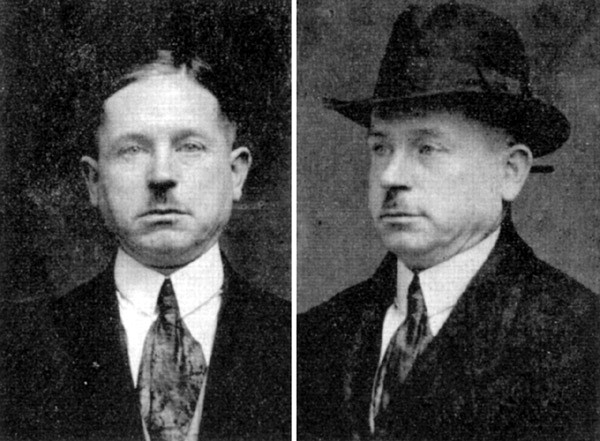
Portrait de police (1931) d'un « serviteur du démon des pensées secrètes » : Peter Kürten, dit « le vampire de Düsseldorf », figure inquiétante du fantastique social.

Mac Orlan, dont la démarche était plus intuitive que déductive, et qui se méfiait des constructions idéologiques et philosophiques, ne donna jamais de définition systématique de la notion de fantastique social, qui par conséquent ne fut jamais véritablement claire dans ses écrits. Il hésita d'ailleurs un moment sur le nom dont il baptiserait cette esthétique de l'inquiétude contemporaine et employa tout d'abord le terme de « romantisme social ». 
À la différence du fantastique traditionnel, qui repose sur l'irruption du surnaturel dans le quotidien, le fantastique social tel que le concevait Mac Orlan prend sa source dans les bouleversements sociaux engendrés par la modernité : les fantômes et autres créatures diaboliques sont remplacées par des figures équivoques, mais humaines, telles que, par exemple, Jack l'Éventreur, Landru ou le vampire de Düsseldorf... Ainsi qu'il l'expliquait dans un article de 1928 consacré aux rapports entre la photographie et le fantastique social :
« On peut dire que les fantômes qui habitent l’ombre de notre temps sont les déchets de l’activité humaine. On ne rencontre des apparences, pour la plupart dangereuses, que dans les endroits où l’homme a pour habitude de se débarrasser des éléments indésirables qui peuvent nuire à son existence.

Les filles, par exemple, attirent les fantômes comme l’aimant attire l’acier. Dans les lieux prédestinés où elles exercent leur profession, les éléments fantastiques qui naissent de l’activité humaine se donnent rendez-vous. Celui qui a tué dans la journée vient y chercher un semblant de repos. Il traîne avec lui tout le décor fantastique du drame dont il est l’auteur.
. »
Les autres éléments constitutifs du fantastique social intègrent des éléments aussi divers que les quartiers de prostitution, le peu de valeur de la vie humaine, la puissance de suggestion de la photographie, la vitesse, les paysages dévastés par la guerre, le malaise et l'inquiétude générés par le pressentiment des catastrophes à venir, etc.
Le cadre en est foncièrement urbain et, plutôt que la nuit en tant que telle, son cadre privilégié est l'ombre, dont « les lampes de la publicité ne dispersent point les arrière-pensées. » 
L'une des dimensions principales du fantastique social réside dans son caractère ambigu, dans « la conviction que le monde est mouvant, que ses apparences sont interchangeables, que nous nous trouvons parmi une foule masquée sur la scène d'un immense théâtre dont le décor peut être modifié à chaque instant », écrit Bernard Baritaud. C'est ainsi que les personnages des romans de Mac Orlan qui sont les vecteurs du fantastique social sont le plus souvent des individus équivoques : espionnes, individus qui changent d'identité ou qui ne savent plus qui ils sont, assassin qui, « le jour, [fait] rire les petits enfants, et, le soir, sous l'aspect de son élément mystérieux, assassin[e] une fille aux yeux de poulpe. »
Concept intermédiaire où les arts visuels rejoignent la littérature, sorte de chainon manquant entre l'expressionnisme allemand et le surréalisme français, « le fantastique social de notre époque est le produit de la grande aventure industrielle », concluait Mac Orlan en 1928. Le fantastique social est semblable au réalisme poétique en tant qu'association de composantes apparemment opposées (le quotidien et le rêve).

## Aux origines de la notion

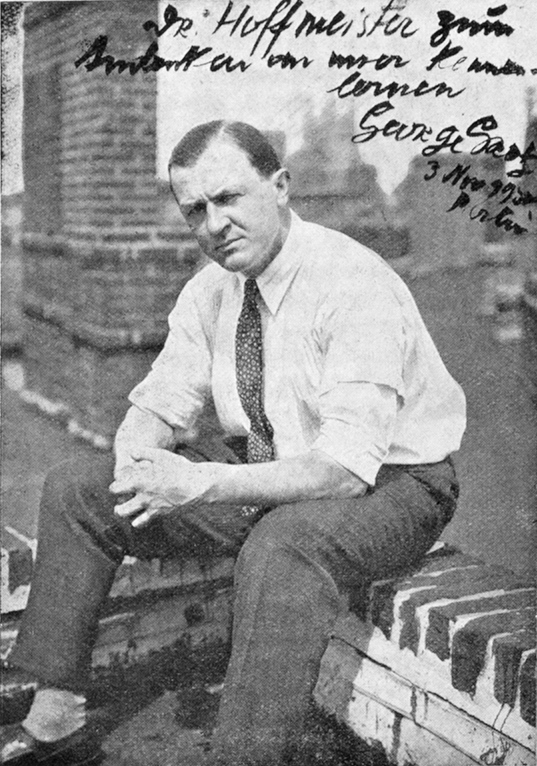
Un des maîtres du fantastique social selon Mac Orlan : le peintre et caricaturiste allemand George Grosz (1930)

L'ensemble d'impressions que Mac Orlan réunirait par la suite sous le terme de « fantastique social » semble avoir trouvé une première origine dans l'expérience combattante de l'écrivain, qui participa à la Première Guerre mondiale : il y expérimenta en effet, explique Bernard Baritaud, « les premières manifestations du mystère » d'un univers qui n'était plus régi par la rationalité et les certitudes du temps de paix : « les rats, la pluie, un artilleur sans tête gardant une porte charretière, la rupture des formes et des volumes provoqués par les bombardements impos[aient] leur fantastique quotidien aux soldats les moins imaginatifs. »
Par la suite, c'est dans l'Allemagne occupée après la fin de l’armistice, où il se trouvait en qualité de reporter de guerre, que Mac Orlan découvrit ou redécouvrit les racines du fantastique social, dans ce pays en pleine décomposition sociale et morale, où la population avait une attitude bivalente (ainsi, par exemple, les enfants qui criaient vive la France le jour et jetaient des pierres aux soldats la nuit.), le tout dans un décor qui semblait sortir tout droit des œuvres des romantiques allemands, dont Mac Orlan découvrait à la même époque les œuvres (particulièrement Hoffmann, Achim von Arnim et Chamisso.) Ces lectures seraient également déterminantes dans l'élaboration de la notion de fantastique social.
C'est encore d’Allemagne que viendrait une autre influence décisive, avec l'esthétique expressionniste, plus particulièrement l'expressionnisme cinématographique, avec notamment Le Dernier des hommes de Murnau (1924), La Rue de Karl Grüne (1924), ou encore Docteur Mabuse de Fritz Lang (1922). L'expressionnisme pictural serait également une source d'inspiration, avec, principalement, les caricatures de George Grosz, « un de ces maîtres du fantastique social de notre temps », écrivit Mac Orlan. En effet, poursuivait ce dernier,
« 
George Grosz fut le premier témoin de ce fantastique qui peuplait les grandes villes, la nuit venue, de larves souvent abominables. Ce fut lui, qui, le premier, vêtit ces personnages de costumes transparents qui ne cachaient rien des créations de leur imagination sensuelle ou de leur simple malhonnêteté. »

## Le fantastique social dans l’œuvre de Mac Orlan
« Mot de passe » pour entrer dans l’univers mac orlanien, selon l'expression de Francis Lacassin, le fantastique social est le concept clé de l’œuvre de l'auteur du Quai des brumes. L'expression revient dans cinquantaine de ses essais et articles à partir de 1926, dont un certain nombre seraient intégrés en 1937 dans le recueil Masques sur mesure, qui en constitue le manifeste implicite. En 1953, le recueil La Lanterne sourde réunit en 1953 deux autres recueils importants pour l'intelligence de la notion : Aux lumières de Paris (1925) et Chroniques de la fin d'un monde (1940).
En ce qui concerne les œuvres de fiction, c'est la quasi-totalité des textes écrits entre les deux guerres mondiales qui, à des degrés divers, illustre cette notion. Enfin, l'ensemble des chansons écrites par Pierre Mac Orlan à partir des années 1950 relèvent du fantastique social.